# Mount Scott (Antarktika)
Mount Scott (französisch Massif Scott) ist ein 880 m hoher Berg an der Graham-Küste des Grahamlands auf der Antarktischen Halbinsel. Das hufeisenförmige Massiv ragt am westlichen Ende der Kiew-Halbinsel auf. Die konvexe Seite grenzt an die Girard-Bucht, während es sich nach Südwesten zur Penola Strait hin öffnet.
Teilnehmer der Belgica-Expedition (1897–1899) des belgischen Polarforschers Adrien de Gerlache de Gomery entdeckten den Berg. Teilnehmer der Fünften Französischen Antarktisexpedition (1908–1910) unter der Leitung des Polarforschers Jean-Baptiste Charcot kartierten ihn grob. Charcot benannte ihn nach dem britischen Polarforscher Robert Falcon Scott (1868–1912). Unter seinem englischen Namen ist der Berg seit 1930 auf Kartenmaterial verzeichnet. Die ersten Luftaufnahmen entstanden zwischen 1956 und 1957 bei der Falkland Islands and Dependencies Aerial Survey Expedition.